# Così fan tutte
Così fan tutte er en opera af Wolfgang Amadeus Mozart. Titlen, som i reglen bevares i sin italienske form, selv når operaen synges i dansk oversættelse, betyder "Sådan gør alle kvinder" (tutte er hunkønsformen af tutti).
To venner klæder sig ud som "albanere" (med overskæg) og kurtiserer hinandens forlovede for at teste deres troskab. Pigerne lader sig forføre og underskriver ægteskabskontrakter med deres nye bejlere. Til slut afslører vennerne deres sande identitet, alt bliver tilgivet, og de fire synger om det prisværdige i at kunne acceptere både medgang og modgang i livet.
Operaen blev opført i København allerede i 1798 som den første Mozart-opera, men hurtigt taget af plakaten igen på grund af den vovede handling. Adam Oehlenschläger skrev en ny tekst med en mere stueren handling (Flugten af Klosteret) i 1826.